# Oniyan jezik
Oniyan jezik (ISO 639-3: bsc), atlantski jezik podskupine tenda kojim govori oko 22 500 ljudi u Senegalu, Gvineji i Gvineji Bisau. Poznatiji je pod imenom bassari, što je i naziv etničke grupe. Govore se dva dijalekta, sjeverni u Senegalu 13 300 (2006) i južni u Gvineji 8 600  (Vanderaa 1991) i Gviineji Bisau 510 (2006).
Podskupinu tenda čini zajedno s jeuzicima badyara [pbp], bedik [tnr], biafada [bif] i wamey [cou].

## Vanjske poveznice
- Ethnologue (14th)
- Ethnologue (15th)